# Escut de Timor
L'escut de Timor (en portuguès escudo de Timor, escudo timorense o, simplement, escudo) fou la moneda del Timor Portuguès entre 1958 i 1976. Es dividia en 100 centaus (centavos). El seu símbol era el cifrão {\displaystyle (\mathrm {S} \!\!\!\Vert )}, similar al símbol del dòlar però amb dues barres verticals en comptes d'una. El codi ISO 4217 era TPE.
Va substituir la pataca de Timor a raó de 5,6 escuts per pataca i era equivalent a l'escut portuguès. Arran de la invasió del territori per part d'Indonèsia i la consegüent annexió, l'escut fou substituït per la rupia indonèsia, que al seu torn seria substituïda pel dòlar dels Estats Units quan l'ONU va passar a fer-se càrrec del territori, moneda que acabaria sent l'oficial de la República Democràtica del Timor Oriental un cop aconseguida la independència l'any 2002.
Les primeres monedes, del 1958, eren de 10, 30 i 60 centaus i 1, 3 i 6 escuts; els primers bitllets, del 1959, eren de 30, 60, 100 i 500 escuts. Aquests valors inusuals es deuen a la taxa de canvi respecte a la unitat monetària anterior, la pataca. Més endavant, les emissions ja van ser amb valors més usuals, com ara les monedes de 20 i 50 centaus i 2½, 5 i 10 escuts, juntament amb bitllets de 20, 50 i 1.000 escuts, emesos pel Banc Nacional Ultramarí (Banco Nacional Ultramarino).